# Jabal
Jabal (hebräisch יָבָל, „Wanderer“) ist eine Person im 1. Buch Mose des Alten Testaments und ein Nachfahre Kains (Gen 4,20 ).
Jabal war einer der Söhne von Lamech und seiner Frau Ada. Er hatte einen Bruder, Jubal, und einen Halbbruder, Tubal-Kain und eine Halbschwester, Naama. Mutter Letzterer ist Lamechs zweite Frau Zilla.
Jabal wird in der Genesis als Stammvater derer bezeichnet, die in Zelten wohnen (Nomaden) und Vieh besitzen (Hirten). In der jüdischen Überlieferung gilt er als Patron aller Nomaden.